# Neoclanis basalis
Neoclanis basalis är en fjärilsart som beskrevs av Walker 1866. Neoclanis basalis ingår i släktet Neoclanis och familjen svärmare. Inga underarter finns listade i Catalogue of Life.